# Eskorbuto
Eskorbuto va ser un dels primers grups de música punk amb lletres en castellà. Es va formar als anys 1980 a Santurtzi. Juntament amb La Polla Records ha tingut una influència notable en el panorama punk rock estatal.

## Biografia
El grup es va crear el 1980 influenciat per la repercussió del moviment punk nascut el 1977 a Anglaterra. El 1983, en un viatge a Madrid, van ser detinguts per la policia espanyola pel contingut de les lletres de la maqueta que portaven al cotxe (amb temes com «ETA», «Escupe a la bandera» o «Maldito país») i se'ls va aplicar la Llei antiterrorista. Durant l'empresonament, i després de 36 hores d'incomunicació, els membres d'Eskorbuto es van sentir abandonats per alguns sectors polítics del País Basc, fet que van plasmar al disc Zona Especial Norte (1984, compartit amb RIP) en el tema «A la mierda el País Vasco». Això, juntament amb el fet de no voler-se alinear amb el denominat rock radical basc, els va comportar dificultats a l'hora de tocar al País Basc.
El seu primer àlbum oficial, Eskizofrenia, es va publicar el 1985, i el 1986 Anti todo, un treball considerat per la crítica musical com un dels millors discos punk de l'Estat espanyol de tots els temps. Aquell any també van treure un doble àlbum en directe titulat Impuesto revolucionario i el 1987 va sortir a la venda un nou disc doble, aquesta vegada d'estudi, Los demenciales chicos acelerados. El 1988 van decidir autoproduir-se i publicar Las más macabras de las vidas. Amb Iosu Expósito i Jualma Suárez ja addictes a l'heroïna, van publicar Demasiados enemigos el 1992. Poc després Iosu i Jualma s'acomiadaven per sempre: Iosu morí a causa de la droga, just després d'haver-la deixat, el 31 de maig de 1992, i Jualma també deixa l'heroïna però està malament de les artèries coronàries i, en no tenir forces per a superar-ho, morí el dia 8 d'octubre de 1992.
Akí no keda ni Dios es va publicar el 1994, amb cançons compostes per Paco Galán i Jualma abans de morir. Paco va decidir seguir amb el grup tot i la mort dels dos membres fundadors, cosa que li van retreure molts dels seguidors del grup. Kalaña (1996) i Dekadencia (1998) van ser els seus treballs amb la nova formació.
Eskorbuto mai no va destacar per les seves habilitats musicals però va compondre cançons que es convertiren ràpidament en himnes de l'època, com «Mucha policía poca diversión», amb lletres carregades de ràbia i contingut social. Fou un grup polèmic, estimat per alguns i odiat per altres. Els seus membres mai no es van alinear políticament amb cap ideologia, «el rock no tiene patria, ni siquiera la vasca», van declarar en una ocasió. Les relacions amb alguns grups no van ser bones, com amb La Polla Records, a qui van robar una guitarra. Això va provocar un boicot per part d'ells i les sales havien d'optar entre contractar a Eskorbuto o a la Polla Records, però mai als dos grups junts.

## Discografia
- Primeros ensayos (1982)
- Jodiéndolo todo (1983, maqueta)
- Que corra la sangre (1984. maqueta)
- Zona especial norte (1984, disc compartit amb RIP)
- Eskizofrenia (1985)
- Anti todo (1986)
- Ya no quedan más cojones, Eskorbuto a las elecciones (1986, recopilatori)
- Impuesto revolucionario (1986, directe)
- Los demenciales chicos acelerados (1987)
- Las más macabras de las vidas (1988)
- Demasiados enemigos (1991)
- Aki no keda ni Dios (1994)
- Kalaña (1996)
- Dekadencia (1998)

## Discos tribut
- El Infierno Es Demasiado Dulce (1992)
- Kanziones Malditas (1997)
- Kanziones Malditas II (1998)
- Tren Con Destino Al Infierno (2000)